# Claude Bolling
Claude Bolling   (Canes, 10 d'abril de 1930 - Saint-Cloud, 29 de desembre de 2020) fou un pianista francès, compositor, arranjador i, en algunes ocasions, actor.
Estudià al Conservatoire de Nice, després a París. Fou un nen prodigi: als 14 anys ja tocava jazz professionalment, amb Lionel Hampton, Roy Eldridge i Kenny Clarke.
Va compondre obres per a més de cent pel·lícules, la majoria d'elles franceses, entre elles, un documental quant al Festival de Cinema de Canes, la pel·lícula Borsalino (1970) i California Suite (1979).
Bolling també és conegut per una sèrie de col·laboracions amb intèrprets de música clàssica. La seua "Suite per a Flauta i Piano Trio Jazz" amb Jean-Pierre Rampal, una intel·ligent i encisadora combinació de l'elegància barroca amb el swing modern, ha sigut una de les obres més venudes durant anys, i fou seguida per altres treballs semblants. Fou particularment popular als Estats Units, i fou un èxit inclús fins dos anys després del seu llançament.
Després del seu treball amb Rampal, Bolling treballà amb músics de distints gèneres, entre ells Alexandre Lagoya, Pinchas Zukerman, Maurice André i Yo-Yo Ma. També participà en tributs a Lionel Hampton, Duke Ellington, Stéphane Grappelli, Django Reinhardt i Oscar Peterson.

## Obres
- Claude Bolling Plays Duke Ellington (1959)
- Cat Anderson, Claude Bolling And Co. (1965)
- Original Ragtime (1966)
- Original Boogie Woogie (1968)
- Original Piano Blues (1969)
- Original Jazz Classics (1970)
- Original Piano Greats (1972)
- Swing Session (1973)
- Jazz Party (1975)
- Suite for Violin and Jazz Piano (1975)
- With the Help of My Friends (1975)
- Keep Swingin' Volume 4 (1975)
- Suite for Flute and Jazz Piano (1975)
- Hot Sounds (1976)
- Concerto for Guitar and Jazz Piano Trio (1975)
- Concerto for Violin and Jazz Piano Trio (1977)
- Jazz Gala 79 (1979)
- Just For Fun (1980)
- Picnic Suite (1980)
- Toot Suite (1981)
- Claude Bolling (1981)
- Suite for Chamber Orchestra and Jazz Piano Trio (1983)
- Suite for Cello and Jazz Piano Trio (1984)
- Jazz a la Francaise (1984)
- Live at the Meridien (1985)
- Suite No. 2 for Flute and Jazz Piano Trio (1987)
- Nuances (1988)
- Sonatas for Two Pianos (1989)
- Cross Over U.S.A. (1993)
- Enchanting Versailles - Strictly Classical (1994)
- A Drum is a Woman (1997)
- Tribute To The Piano Greats (2003).